# Abdul Sibomana
Abdul Sibomana (ur. 10 grudnia 1981) – rwandyjski piłkarz grający na pozycji obrońcy.

## Kariera klubowa
Przez całą karierę piłkarską Sibomana związany był z klubem APR FC ze stolicy kraju Kigali. W 1999 roku zadebiutował w jego barwach w rwandyjskiej pierwszej lidze. W swojej karierze siedmiokrotnie zostawał mistrzem kraju w latach 1999, 2000, 2001, 2003, 2005, 2006 i 2007. Czterokrotnie zdobył Puchar Rwandy w latach 2002, 2006, 2007 i 2008 oraz dwukrotnie CECAFA Clubs Cup w latach 2004 i 2007. W 2008 roku zakończył karierę piłkarską.

## Kariera reprezentacyjna
W reprezentacji Rwandy Sibomana zadebiutował w 2000 roku. W 2004 roku został powołany do kadry na Puchar Narodów Afryki 2004. Tam wystąpił we 2 spotkaniach: z Tunezją (1:2) i z Demokratyczną Republiką Konga (1:0).